# Посівання
Посівання (засівання) — обряд в перший день Нового року, який збігається з християнським святом Василія Великого (це був архієпископ Кесарії Каппадокійської, що в Малій Азії; церковні джерела характеризують його як богослова і вченого, автора кодексу чернечого життя). На Василя, окрім служби в церкві, традиційно зранку ходили посівати посівальники-хлопчики, обсіваючи зерном оселі родичів, сусідів, знайомих. Посівальниками мають бути хлопчики, оскільки існує повір'я, що першим на Новий рік мав зайти в хату чоловік, щоб все було добре і в родині, і в господаря. Посівали зерном, в основному — житом, пшеницею. Першому засівальнику, як правило, приділялася особлива увага, тому зранку хлопці намагалися встати якомога раніше, щоб бути першим.
Всі засівальники отримують грошову винагороду, яку залишають собі або частину віддають на церкву.

## Географія поширення обряду

### Україна
Посівання дуже популярні як на заході, так і в центрі та на півночі Україні. Посівають також на сході та півдні України.

### Інші країни
Обряд також популярний в інших східних слов'ян — в Польщі, Білорусі, Словаччині і кількох областях Росії, що прилягають до України[джерело?] — Бєлгородській, Курській, Брянській. В Польщі і Словаччині такий обряд називається chodzić na podsypkę або obsypka.

## Тексти новорічних привітань-віншувань
Цього дня зранку хлопчики засівали зерном, промовляючи:
| Сію, сію, посіваю. З Новим роком вас вітаю. Щоб сей рік було більше, ніж торік.[2] |
| На щастя, на здоров’я, на Новий рік! Щоб уродило краще, ніж торік! Коноплі під стелю, а льон по коліна, Щоб у вас, хрещених, голова не боліла! |
| Сійся, родися жито-пшениця, всяка пашениця, на новий рік, щоб краще родило як торік, Коноплі під стелю, а льон по коліна, Щоб у вас хрещених головка не боліла. будьте здорові з Новим роком. |
| Сію, сію, засіваю, Вашу хату не минаю, З Новим роком йду до хати, Щось вам маю віншувати: Щоб діти всі здорові, Їли кашу всі готові, Щоб вам була з них потіха. А нам грошей із пів міха! |
| А в полі-полі Сам Господь ходив. І Мати Божа ризи носила, Ризи носила, Бога просила: Уроди Боже жито-пшеницю, Жито-пшеницю, усяку пашницю. На щастя, на здоров"я, на Новий рік!!! |

| Оригінал Ходзя Каляда па хатам, Нося пугу жыцяную. Дзе замахне — жыта расце, Дзе не махае — там не бывае. Сею, сею, пасяваю, З Новым годам вас вітаю! Святая Каляда дзяжу мясіла, Пірагі пякла і рагатыя і багатыя. Друга Каляда — Зіме сярэдзінка[6]. | Переклад з білоруської Ходить Коляда по хатах, Носить пугу житяну. Де махне — там жито росте, Де не махає — там не буває. Сію, сію, посіваю, З Новим роком вас вітаю! Свята Коляда діжу місила, Пироги пекла і рогаті й багаті. Друга Коляда — Зимі серединка. |